# Исмаилов, Толесун
Толесу́н Исмаи́лов, другой вариант имени — Толосун (кирг. Төлөсүн Исмаилов; 1926 год, село Кара-Талаа — 1984 год, село Кара-Талаа, Тонский район, Иссык-Кульская область, Киргизская ССР) — чабан совхоза «Улахол» Балыкчинского района Иссык-Кульской области, Киргизская ССР. Герой Социалистического Труда (1958). Заслуженный мастер животноводства Киргизской ССР (1958). Депутат Верховного Совета СССР 5-го и 6-го созывов.

## Биография
Родился в 1926 году в крестьянской семье в селе Кара-Талаа.
С 1943 по 1962 года трудился чабаном в совхозе «Улахол» Балыкчинского района. Член КПСС с 1955 года.
В 1958 году вырастил в среднем по 125 ягнят от каждой сотни овцематок и настриг в среднем по 6,8 килограмм шерсти с каждой овцы. Указом Президиума Верховного Совета СССР от 16 октября 1958 года удостоен звания Героя Социалистического Труда с вручением ордена Ленина и золотой медали «Серп и Молот».
С 1962 года — зоотехник овцеводческой фермы колхоза «Улахол».
Избирался депутатом Верховного Совета СССР 5-го (1958—1962) и 6-го (1962—1966) созывов от Балыкчинского избирательного округа.
После выхода на пенсию проживал в родном селе, где скончался в 1984 году.